# Kehr (Hellenthal)

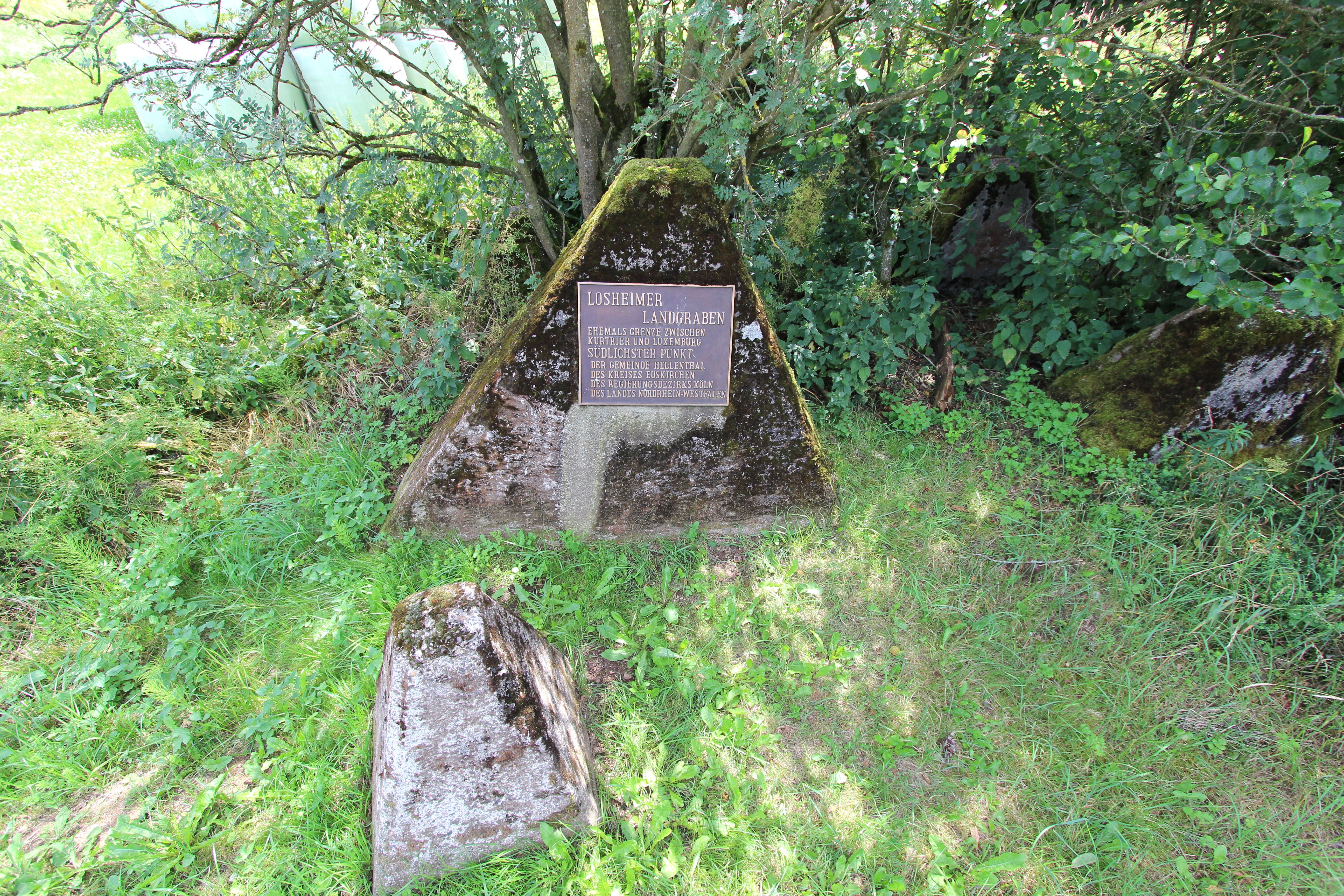
Grens met Rijnland-Palts

Kehr is een plaats in de Duitse gemeente Hellenthal, deelstaat Noordrijn-Westfalen, en telt 28 inwoners (2006).
Kehr ligt voor een deel in België in de gemeente Büllingen. In het Belgische deel van Kehr ligt het oostelijkste punt van België.
In Kehr bevindt zich het meest zuidelijke punt van de deelstaat Noordrijn-Westfalen.